# Sundial Bridge
Il Sundial Bridge (noto anche come Sundial Bridge a Turtle Bay) è un ponte strallato a sbalzo utilizzato da biciclette e pedoni che attraversa il fiume Sacramento a Redding, in California. Progettato da Santiago Calatrava, è stato completato nel 2004 ad un costo di circa 23,5 milioni di dollari.